# Back Orifice
Back Orifice es un programa de control remoto de ordenadores que funciona bajo un servidor y un cliente. Si colocamos el servidor a otro ordenador remoto, es posible desde el cliente, gobernar cualquier función del ordenador remoto, entre los que destaca abrir y cerrar programas, controlar el CD-ROM, leer y modificar ficheros o borrar parte del disco duro.
Para ello el servidor se autoejecuta y se borra cada vez que el ordenador ajeno se enciende, nuestro cliente escanea el puerto elegido y cuando este está abierto actúa a través de él, desde un menú repleto de pestañas y opciones de control remoto. El sistema es bueno para controlar un ordenador u ordenadores dentro de nuestra red LAN, aunque dejar este puerta abierta para Windows es toda una amenaza.

## Back Orifice
Back Orifice fue diseñado con una arquitectura cliente-servidor. Un pequeño y discreto programa servidor es instalado en una máquina, la cual es controlada remotamente por un programa cliente a través de una interfaz gráfica desde otro ordenador. Los dos componentes se comunican usando los protocolos de red TCP y UDP. Normalmente el programa usa el puerto 31337? .
Back Orifice fue seguido de Back Orifice 2000, que fue presentado el 10 de julio de 1999 en el DEF CON 7. El código original fue escrito por Dildog, un miembro de grupo de hackers estadounidenses Cult of the dead cow (cDc). Fue el sucesor de la herramienta de administración remota Back Orifice, liberada el año anterior.
Mientras que el Back Orifice original estaba limitado a Windows 95 y Windows 98, BO2K también soporta Windows NT. Además, el código fuente de BO2K fue liberado.